# Chili op de Olympische Winterspelen 1998
Tijdens de Olympische Winterspelen van 1998, die in Nagano (Japan) werden gehouden, nam Chili voor de twaalfde keer deel.

## Deelnemers en resultaten
(m) = mannen, (v) = vrouwen 

### Alpineskiën
| Olympiër       | Discipline     | Resultaat | Prestatie                                                        |
| -------------- | -------------- | --------- | ---------------------------------------------------------------- |
| Rainer Grob    | afdaling (m)   | 28e       | 1.58,75 (+8,64)                                                  |
| Rainer Grob    | combinatie (m) | 13e       | 3.34,49 (+26,43) slalom: 1.53,13 (58,50+54,63) afdaling: 1.41,36 |
| Thomás Grob    | afdaling (m)   | dnf       | opgave                                                           |
| Thomás Grob    | super g (m)    | dnf       | opgave                                                           |
| Thomás Grob    | combinatie (m) | 11e       | 3.28,60 (+20,54) slalom: 1.47,92 (56,51+51,41) afdaling: 1.40,68 |
| Nils Linneberg | afdaling (m)   | 26e       | 1.56,59 (+6,48)                                                  |

Amerikaanse Maagdeneilanden · Andorra · Argentinië · Armenië · Australië · Azerbeidzjan · België · Bermuda · Bosnië en Herzegovina · Brazilië · Bulgarije · Canada · Chili · China · Chinees Taipei · Cyprus · Denemarken · Duitsland · Estland · Finland · Frankrijk · Georgië · Griekenland · Groot-Brittannië · Hongarije · Ierland · IJsland · India · Iran · Israël · Italië · Jamaica · Japan · Joegoslavië · Kazachstan · Kenia · Kirgizië · Kroatië · Letland · Liechtenstein · Litouwen · Luxemburg · Macedonië · Moldavië · Monaco · Mongolië · Nederland · Nieuw-Zeeland · Noord-Korea · Noorwegen · Oekraïne · Oezbekistan · Oostenrijk · Polen · Portugal · Puerto Rico · Roemenië · Rusland · Slovenië · Slowakije · Spanje · Trinidad en Tobago · Tsjechië · Turkije · Uruguay · Venezuela · Verenigde Staten · Wit-Rusland · Zuid-Afrika · Zuid-Korea · Zweden · Zwitserland